# Thursday October Christian
Thursday October Christian (Islas Pitcairn, 14 de octubre de 1790-Tahití, 21 de abril de 1831) fue el primer hijo de Fletcher Christian (líder del motín del Bounty) y su pareja tahitiana Mauatua. Fue concebido en Tahití y fue el primer hombre nacido en la isla Pitcairn después de la llegada de los amotinados de Bounty y más tarde uno de los principales líderes de la colonia. En 1831, los habitantes de Pitcairn se mudaron a Tahití debido a la superpoblación, pero muchos murieron a causa de un epidemia, incluido Thursday October Christian. 

## Vida antes del descubrimiento de la isla
El HMS Bounty, bajo control de sus amotinados, llegó a la deshabitada isla Pitcairn el 15 de enero de 1790 y el 23 de enero los amotinados prendieron fuego al barco. Veinte mujeres tahitianas y 6 hombres tahitianos también llegaron a la isla junto con nueve marineros británicos. La pareja del líder de los amotinados Fletcher Christian, Mauatua (también conocida por el apodo en inglés de Isabella) ya había llegado a la isla. Thursday October nació el 7 de octubre de 1790, y recibió su inusual nombre (que significa «Jueves Octubre» en inglés) de Christian, quien no quiso que su hijo tuviera ningún nombre que le recordara a Inglaterra; es posible que se haya inspirado en el personaje Friday de la novela Robinson Crusoe de Daniel Defoe. Thursday October Christian fue la primera persona en nacer en la isla después de que la población polinesia original desapareciera en el siglo XV.
En 1806, Thursday October Christian se casó con Teraura, la viuda de Ned Young; él tenía 16 años y ella más de 30. Un anillo que pertenecía a Ned Young se utilizó como anillo de boda; desde entonces se ha utilizado muchas veces para matrimonios y, por lo tanto, se llama Anillo de Bodas de Pitcairn (ahora se encuentra en el Museo de Norfolk en Norfolk).

## Encuentro con los británicos
Cuando dos fragatas británicas, Briton y Tagus, llegaron a Pitcairn en la mañana del 17 de septiembre de 1814, Thursday October Christian y George Young navegaron para recibirlos en canoas. Ambos hablaban inglés con fluidez y causaron una gran impresión en el capitán Thomas Staines y sus oficiales a bordo del Briton. Sus acciones ayudaron a convencer a los británicos de que John Adams, el último amotinado sobreviviente del Bounty, había construido una sociedad civilizada en la isla y que ya no merecía el castigo por la rebelión. Ambos barcos británicos permanecieron sólo unas pocas horas y zarparon antes del anochecer; gracias a ellos, se creó la única descripción sobreviviente de la apariencia física de Thursday October Christian.
El capitán Philip Pipon, comandante del HMS Tagus, describió a Thursday October Christian como «un hombre alto de veinticinco años, de unos seis pies de altura, cabello largo y negro y una expresión extremadamente abierta e interesante. No vestía más que un trozo de tela alrededor de su regazo y un sombrero de paja adornado con plumas de gallos negros y ocasionalmente de pavo real, similares a las que usan los españoles en Sudamérica, pero más pequeñas».
El capitán Pipon llama a Thursday October Christian «Friday October Christian» porque se ha descubierto que el calendario de Pitcairn estaba un día atrás; el HMS Bounty había cruzado un huso horario en su camino a Pitcairn, pero los amotinados no ajustaron su calendario en consecuencia. Thursday October pronto volvió a su nombre original, pero más tarde los sellos postales de Pitcairn mostraron su retrato como Friday October Christian.

## Muerte en Tahití
En 1831, los británicos evacuaron a los 87 habitantes de Pitcairns a Tahití. Sin embargo, la coexistencia de los habitantes de Pitcairn con los de Tahití fue problemática; los habitantes de Pitcairn criados en el puritanismo inglés no estaban acostumbrados a los modales relajados de los nativos de Tahití, y también carecían de inmunidad contra las enfermedades locales. Una enfermedad febril entre marzo y noviembre de 1831 mató a 16 habitantes originarios de Pitcairn, incluido Thursday October Christian, quien murió el 21 de abril de 1831, exactamente un mes después de llegar a Tahití, y sus hijos Charles, Joseph John y su hija Polly.
Con la muerte de Thursday October Christian, los habitantes de Pitcairn perdieron al miembro más viejo y respetado de la comunidad de primera generación nacida en la isla.  En septiembre de 1831, los habitantes de Pitcairn regresaron a la isla.
La esposa de Thursday October Christian, Teraura, le sobrevivió 19 años. La Casa Christian en la isla de Pitcairn, construida a principios del siglo XIX, ha sido durante mucho tiempo el edificio más antiguo que se conserva en Pitcairn y también ha servido como atracción turística; fue demolida el 12 de marzo de 2004 debido a daños causados por termitas.

## Descendientes
Thursday October Christian tuvo 7 hijos con Teraura:
- Joseph John Christian (1806-24 de noviembre de 1831)
- Charles Christian (enero de 1808-25 de junio de 1831)
- Mary Christian (1810-25 de octubre de 1852)
- Polly Christian (1814-16 de mayo de 1831)
- Arthur Christian (1815-¿?)
- Peggy Christian (1815-12 de mayo de 1884)
- Thursday October Christian II (octubre de 1820-27 de mayo de 1911)